# Oni (Georgia)
Oni (in georgiano ონი?) è una città della Georgia, centro amministrativo dell'omonima municipalità, facente parte della regione di Rach'a-Lechkhumi e Kvemo Svaneti. Sorge a 830 m s.l.m., in una profonda gola sulla riva destra del fiume Rioni. Dista circa 210 km dalla capitale Tbilisi. Nel censimento del 2014 la sua popolazione contava 2 656 abitanti.

## Storia
Il territorio dell'odierna Oni è abitato sin dall'età del bronzo. Studi archeologici hanno portato alla scoperta di manufatti della cultura colchica, in particolare di una collezione di monete risalenti al periodo che va dal VI al III secolo a.C.. La città venne citata per la prima volta in una cronaca nel XV secolo, anche se una leggenda narra che essa sarebbe stata fondata nel II secolo a.C. dal re P'arnajom d'Iberia. Situata al crocevia tra la Ciscaucasia, la Cartalia, l'Imerezia e la bassa Rach'a, Oni si sviluppò come una tipica città commerciale del Basso Medioevo. Fu anche oggetto di contesa tra il Regno di Imerezia ed il Ducato di Rach'a. Nel 1810 la città fu assorbita all'interno dell'Impero russo. Nel 1846 divenne un centro del distretto di Rach'a. Durante il periodo sovietico fu riunita ad alcuni villaggi circostanti, dando vita al distretto di Oni (oggi chiamato "municipalità"). Negli ultimi decenni la città ha subito una serie di terremoti e valanghe. Particolarmente gravi sono state le conseguenze del sisma del 1991.

## Cultura
Oni ed i suoi dintorni ospitano una serie di monumenti storici, incluse le rovine di fortezze medievali e di chiese ortodosse. Di particolare interesse è la sinagoga di Oni, costruita nel 1895 in stile eclettico. Dal 1952 la città è dotata di un museo di storia regionale che possiede una collezione di circa 14 000 reperti archeologici, numismatici, naturali e artistici. La popolare stazione termale di Shovi si trova a pochi chilometri di distanza dalla città, sulle pendici meridionali del Gran Caucaso. Nonostante la tendenza all'emigrazione, Oni conserva ancora un piccolo numero di famiglie di origine ebraica, segno di una precedente presenza più numerosa.

## Economia
Oni ospita aziende del settore elettrico ed alimentare (vino e prodotti lattiero-caseari).

## Amministrazione

### Gemellaggi
- Be'er Sheva[senza fonte]
- Fitchburg (Massachusetts)[senza fonte]